# Combate antitanque

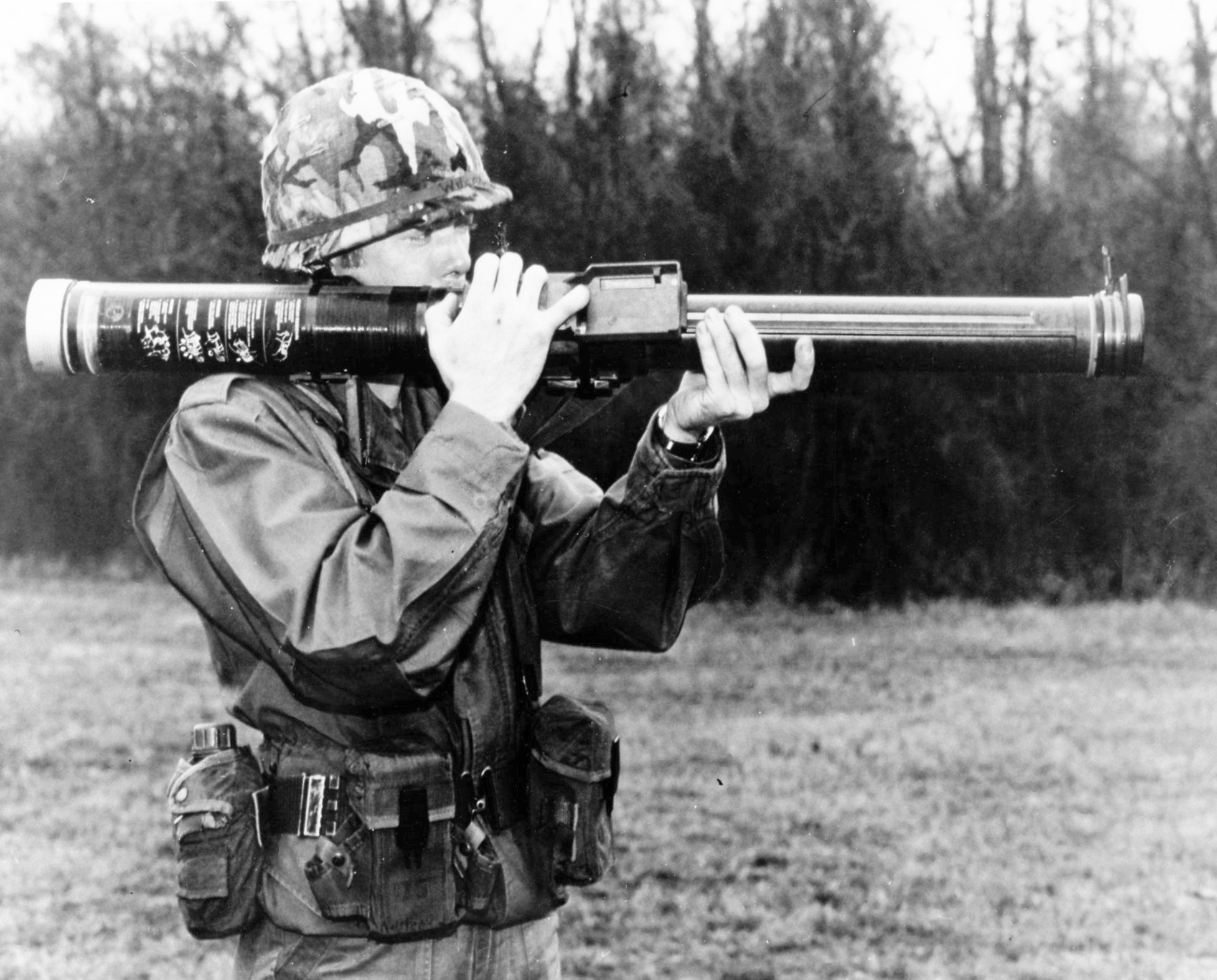
Un soldado preparado para disparar un FGR-17 Viper descartable, un cohete norteametricano antitanque.

El combate antitanque se originó por la necesidad de desarrollar tecnología y tácticas para destruir tanques durante la Primera Guerra Mundial (1914-1918). Desde que la Triple Entente desarrolló los primeros tanques en 1916 pero no los desplegó en batalla hasta 1917, el Imperio Alemán desarrolló las primeras armas antitanques. La primera arma antitanque desarrollada fue un rifle de cerrojo ampliado, el Mauser 1918 T-Gewehr, que disparaba un cartucho de 13 mm con una bala sólida que podía penetrar la delgada armadura de los tanques de la época y destruir el motor o rebotar en el interior, matando a los ocupantes. Debido a que los tanques representan la mayor proyección de fuerza en tierra, los estrategas militares han incorporado la guerra antitanques en la doctrina de casi todos los servicios de combate desde entonces. Las armas antitanque más predominantes al comienzo de la Segunda Guerra Mundial en 1939 incluían el cañón montado en el tanque, los cañones antitanque y las granadas antitanque utilizadas por la infantería, así como los aviones de ataque a tierra.

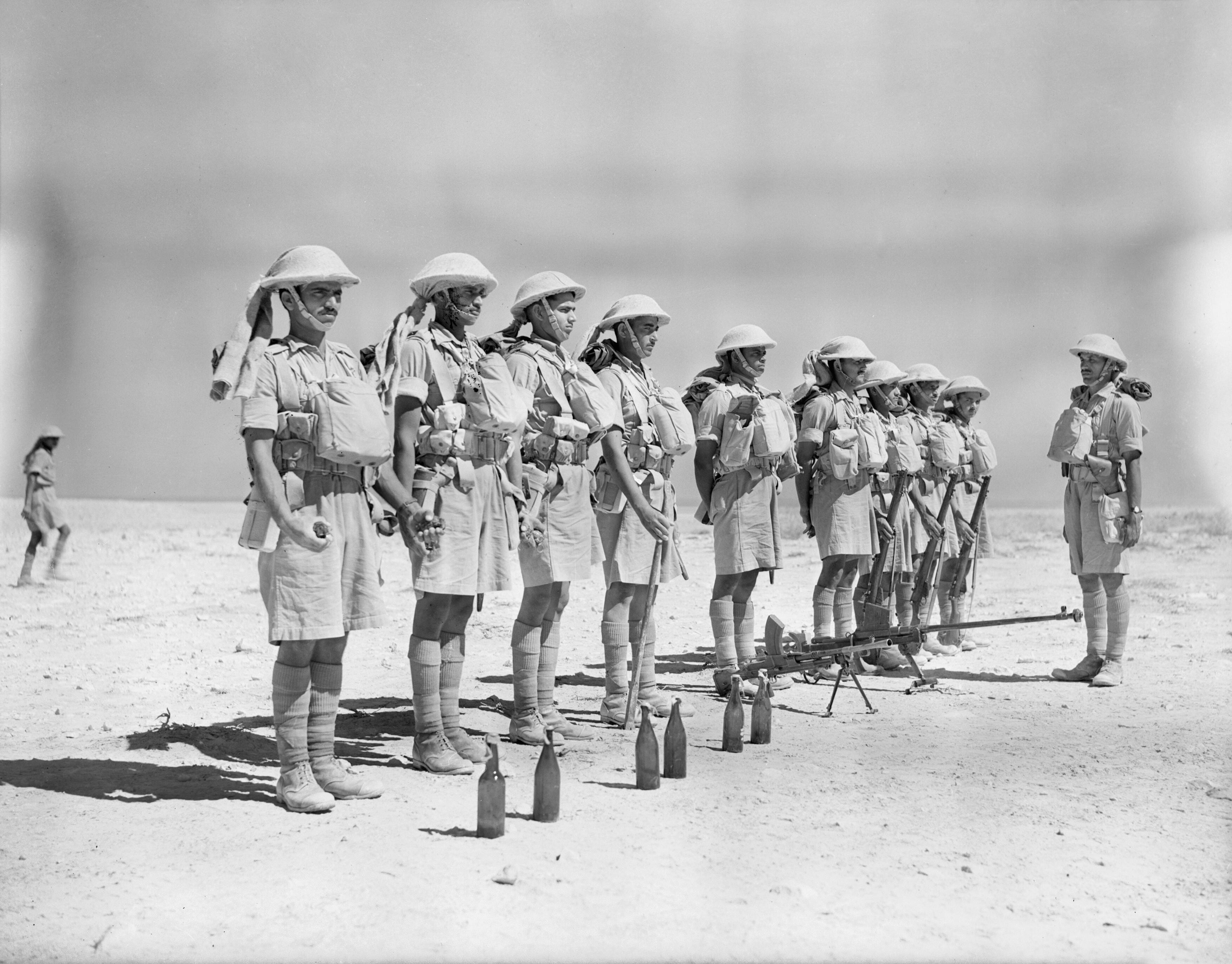
Escuadrón indio de caza de tanques en Mersa Matruh, África del Norte, 6 de octubre de 1940-

La guerra antitanques evolucionó rápidamente durante la Segunda Guerra Mundial (1939-1945), lo que llevó a la inclusión de armas portátiles de infantería como la Bazooka, ingeniería de combate antitanques, aviones antitanques especializados y cañones antitanques autopropulsados (cazacarros). Tanto el Ejército Rojo Soviético como el Ejército Alemán desarrollaron métodos para combatir las ofensivas dirigidas por tanques, incluido el despliegue de armas antitanques estáticas integradas en posiciones defensivas profundas, protegidas por obstáculos antitanques y campos de minas, y apoyadas por antitanques móviles, reservas y aviones de ataque a tierra.

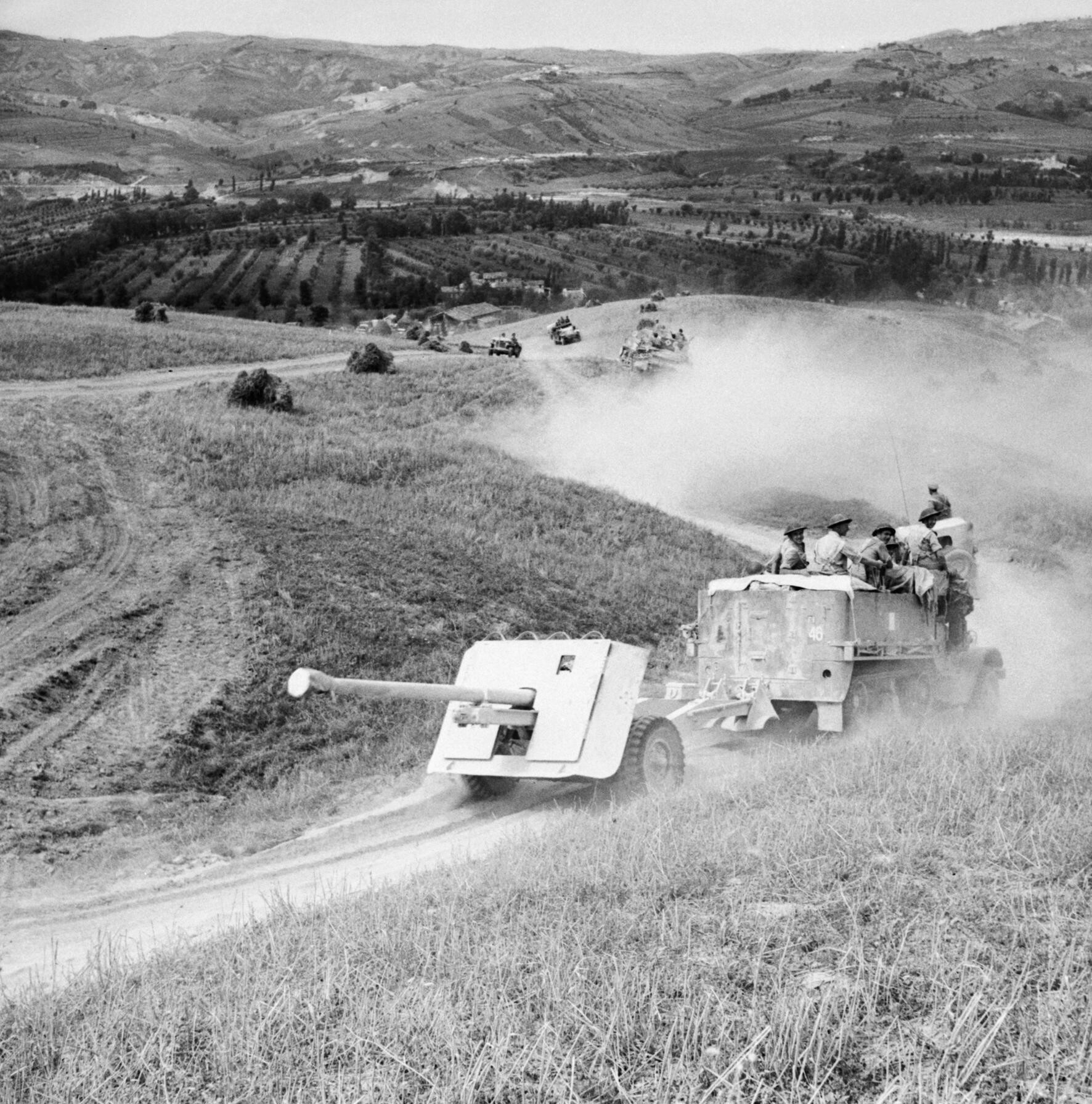
Un cañón antitanque británico de 17 libras y semioruga del 87.º (Regimiento de Devonshire) se acerca al río Foglia, Italia, el 1 de septiembre de 1944.

Durante la Guerra Fría, Estados Unidos, la Unión Soviética y otros países contemplaron la posibilidad de una guerra nuclear. Si bien se había desarrollado tecnología anterior para proteger a las tripulaciones de vehículos blindados de proyectiles y daños explosivos, ahora surgía la posibilidad de radiación. En los países de la OTAN se produjo poco o ningún desarrollo en la definición de una doctrina sobre cómo usar las fuerzas armadas sin el uso de armas nucleares tácticas. En la esfera de influencia soviética se estaba examinando teóricamente la doctrina heredada de la maniobra operativa comprender cómo se podría utilizar una fuerza dirigida por tanques incluso con la amenaza de un uso limitado de armas nucleares en los posibles campos de batalla europeos. El Pacto de Varsovia llegó a la solución de la guerra de maniobras mientras aumentaba enormemente el número de armas antitanques. Para lograr esto, los teóricos militares soviéticos como Vasily Sokolovsky (1897-1968) se dieron cuenta de que las armas antitanques tenían que asumir un papel ofensivo en lugar del papel tradicionalmente defensivo de la Gran Guerra Patria (1941-1945) al volverse más móviles. Esto condujo al desarrollo de misiles antitanques guiados mejorados, aunque se estaban realizando trabajos de diseño similares en Europa Occidental y Estados Unidos.
Ambos bandos en la Guerra Fría también reconocieron la utilidad del arma antitanque ligera, y esto llevó a un mayor desarrollo de las armas portátiles utilizadas por el escuadrón de infantería, mientras que los misiles más pesados se montaron en destructores de tanques de misiles dedicados, incluidos los antitanques dedicados. Los helicópteros tanque, e incluso misiles antitanques guiados más pesados lanzados desde aviones. Los diseñadores también desarrollaron nuevas variedades de municiones de artillería en forma de proyectiles de ataque superior y proyectiles que se utilizaron para saturar áreas con minibombas antiblindaje. Los helicópteros también podrían usarse para lanzar rápidamente minas antitanque dispersas.
Desde el final de la Guerra Fría en 1992, las únicas nuevas amenazas importantes para los tanques y otros vehículos blindados han sido los dispositivos explosivos improvisados (IED) detonados a distancia utilizados en la guerra asimétrica y los sistemas de armas como el RPG-29 y el FGM-148 Javelin, que puede derrotar al blindaje reactivo explosivo (ERA) o perforar el blindaje de la parte superior del tanque. Ambos sistemas de armas usan una carga en tándem, donde la primera etapa de la ojiva en tándem detona el blindaje reactivo, y la segunda etapa de la ojiva en tándem perfora el blindaje principal por medio de una carga antitanque de alto poder explosivo (HEAT).

## Amenazas
La guerra antitanques evolucionó como una contramedida a la amenaza de la aparición del tanque en los campos de batalla del Frente Occidental de la Primera Guerra Mundial. El tanque había sido desarrollado para negar a los alemanes su sistema de trincheras, y permitir un regreso a las maniobras contra los flancos del enemigo y el ataque a la retaguardia con caballería.
El uso del tanque se basó principalmente en la suposición de que, una vez que fueran capaces de eliminar las líneas de trincheras alemanas con sus posiciones de ametralladora y armas de apoyo de infantería, la infantería aliada seguiría y aseguraría la brecha, y la caballería explotaría la brecha en las líneas de trinchera atacando a las profundidades del territorio controlado por los alemanes, capturando en algún momento las posiciones de artillería de campaña e interceptando la logística y las reservas que se traen desde las áreas de retaguardia. Las tripulaciones navales utilizadas inicialmente para operar las armas y ametralladoras navales instaladas fueron reemplazadas por personal del Ejército que era más consciente de la táctica de infantería con el que los tanques estaban destinados a cooperar. Sin embargo, no había ningún medio de comunicación entre la tripulación del tanque y la infantería acompañante, o entre los tanques que participaban en el combate. Las radios aún no eran portátiles o lo suficientemente robustas para ser montadas en un tanque, aunque se instalaron transmisores de código Morse en algunos Mark IV en Cambrai como vehículos de mensajería. Colocar un teléfono de campaña en la parte trasera se convertiría en una práctica solo durante la próxima guerra. Con un mayor uso de los tanques por ambos lados se comprendió que la infantería acompañante podría verse obligada a bloquearse por fuego de emboscada, separándolos así de los tanques, que continuarían avanzando, en algún momento encontrándose expuestos a asaltos cercanos por infantería y zapadores alemanes.
Los primeros tanques eran mecánicamente rudimentarios. El blindaje grueso de 5,8 a 11,9 mm generalmente impedía la penetración de fuego de armas pequeñas y fragmentos de metralla. Sin embargo, incluso un error de tiro cercano de la artillería de campo o un impacto de un mortero de obús fácilmente podría inutilizar o destruir el tanque: si el tanque de combustible se rompiera, podría incinerar a la tripulación del tanque. Se reconoció que un arma de gran calibre era una necesidad táctica para atacar posiciones de ametralladoras y derrotar cualquier pieza de campo de infantería encontrada en las líneas de trinchera que fácilmente podría inutilizar las orugas del tanque con la munición de obuses. Esto se logró mediante el montaje de un cañón naval ligero de 57 mm Hotchkiss QF de 6 libras montado en la barbeta del casco. La ingeniería del casco y la vía fue dictada en gran medida por el  terreno —la necesidad de cruzar trincheras anchas— aunque la relación entre presión del suelo y mecánica de suelos del vehículo no se resolvió hasta la Segunda Guerra Mundial. Las torretas posteriormente se introdujeron en tanques medianos y ligeros para reaccionar a las emboscadas durante el avance.

## Primera Guerra Mundial
El tanque, cuando apareció en el Frente Occidental en septiembre de 1916, fue una sorpresa para las tropas alemanas, pero no para el Estado Mayor alemán. El Estado Mayor del Ejército francés fue muy crítico con la el envío temprano de los vehículos Mark I en pequeñas cantidades porque las pruebas francesas demostraron que los vehículos blindados eran muy poco fiables. Consideraron que había que emplear grandes cantidades para mantener una ofensiva a pesar de las pérdidas por fallos mecánicos o de que los vehículos naufragaran en un terreno intratable  tierra de nadie. Estas pérdidas, unidas a las ocasionadas por el fuego de la artillería enemiga, ascendieron más tarde hasta el 70% de los arranques durante algunas operaciones. Por lo tanto, el despliegue de un número reducido de tanques haría que los Aliados perdieran el elemento sorpresa, permitiendo a los alemanes desarrollar contramedidas.

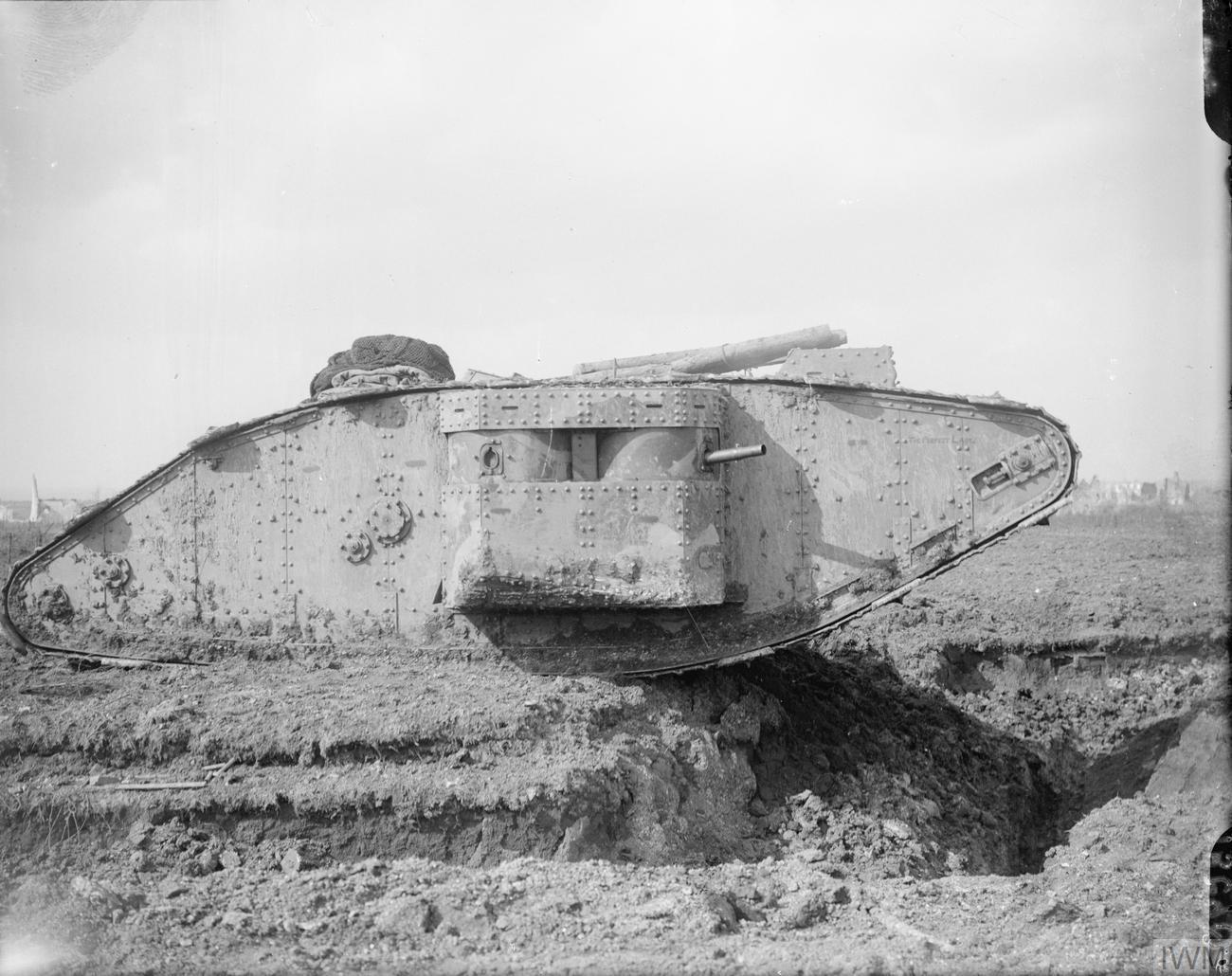
A British heavy tank of World War One

### Armas antitanque

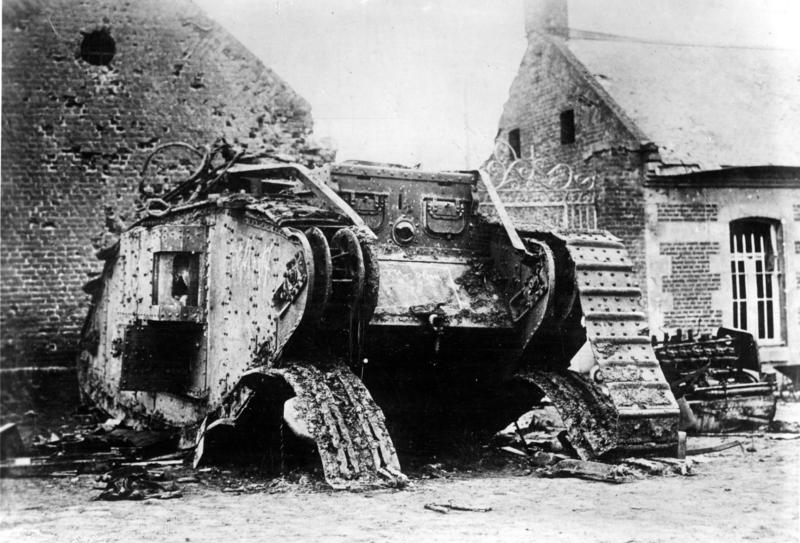
A disabled Mark IV tank near Cambrai, 1917 – World War I

Dado que el ejército alemán era la única fuerza que necesitaba armas antitanque, fue el primero en desarrollar una tecnología viable para combatir el vehículo blindado. Estas tecnologías adoptaron tres enfoques de munición: el uso de granadas por parte de los soldados de infantería, incluida la Geballte Ladung ("Carga agrupada") de varias granadas de palo unidas entre sí por los pioneros; los primeros intentos de los fusiles antitanque de pequeño calibre, como el 13 mm Mauser de cerrojo; 3. 7 cm TaK Rheinmetall in starrer Räder-lafette 1916 arma antitanque en un carro ligero que podía destruir un tanque utilizando munición de gran calibre  perforadora de blindajes emitida en 1917 para los comandos especiales; y los cañones de campaña de 77 mm existentes (como el 7,7 cm FK 16) del regimiento de artillería de la división de infantería también se emitieron finalmente con munición especial perforante (AP).

### Tácticas antitanques
Con la aparición de los tanques aliados, el ejército alemán se apresuró a introducir nuevos destacamentos de defensa antitanque dentro de los batallones pioneros de las divisiones de infantería. En un principio, se les proporcionó rifles de cañón largo de 1,3 cm que disparaban con munición sólida. Sin embargo, estos sufrían de ensuciamiento después de 2-3 rondas y tenían un retroceso que era insostenible para el mecanismo o el fusilero. Los pioneros utilizaban granadas de mano para destruir las orugas, pero para ello era necesario que los ametralladores que los acompañaban separaran primero la línea de infantería aliada de apoyo de los tanques, lo que resultó difícil. Otra táctica consistía en atraer al tanque más allá de la línea de trincheras alemana, restableciéndola justo cuando se acercaba la infantería aliada. El tanque sería entonces atacado por los cañones de 7,7 cm de la división, que intentarían inutilizar las orugas con proyectiles HE ordinarios (y más tarde con munición AP). Si las tripulaciones de los tanques inutilizados se negaban a rendirse, se les atacaba con lanzallamas, o se disparaba un mortero sobre el vehículo siniestrado hasta conseguir un impacto directo en la superficie superior, lo que normalmente provocaba un incendio interno. Por último, se prepararon obstáculos antitanque en las probables aproximaciones profundizando y ampliando los cráteres del terreno existentes, los precursores de la trinchera antitanque. Finalmente, a principios de 1917, el 3.7 cm TaK de Rheinmetall fue enviado rápidamente a la línea del frente, y demostró ser eficaz en la destrucción de los tanques a pesar de su limitada elevación y recorrido.

## Desarrollo entre las guerras mundiales
La falta de consenso sobre el diseño y el uso del tanque tras la Primera Guerra Mundial también influyó en el desarrollo de sus contramedidas antitanque. Sin embargo, debido a que Alemania estaba restringida por el Tratado de Versalles en su capacidad militar, y no había otros desafíos para Francia y Gran Bretaña, se produjo muy poco desarrollo en la guerra antitanque hasta la década de 1930.

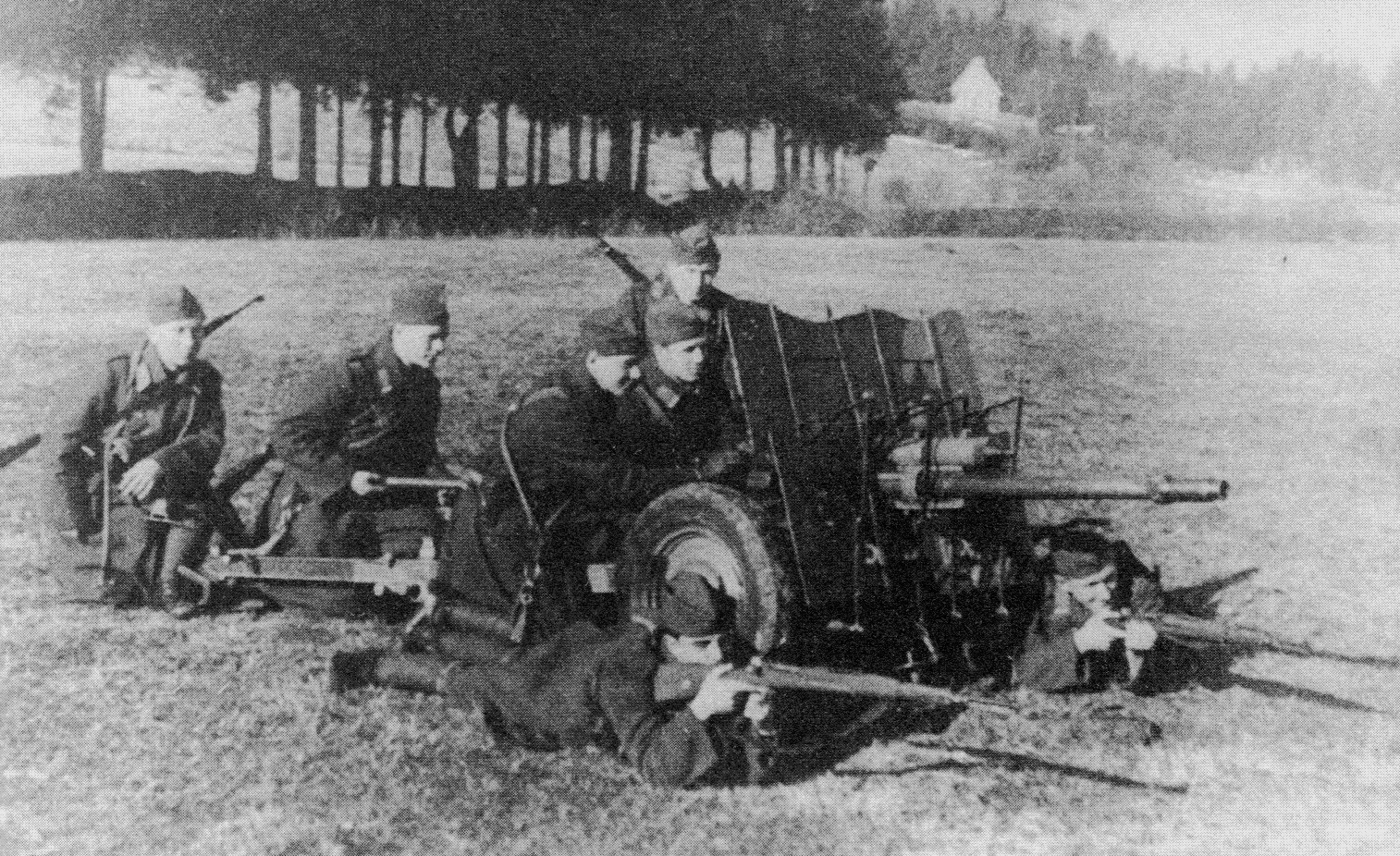
Cañón antitanque checoslovaco 3,7cm KPÚV vz. 37.

El periodo de entreguerras estuvo dominado por el pensamiento estratégico con fronteras fortificadas en su núcleo. Estas incluían obstáculos que consistían en características naturales como diques, arroyos y zonas urbanas, u obstáculos construidos como zanjas antitanques, campos minados,  dientes de dragón, o barreras de troncos. La cúspide de este pensamiento estratégico se consideró la Línea Maginot, que sustituyó las trincheras llenas de infantería por búnkeres llenos de artillería, incluyendo casamatas que albergaban cañones antitanques de 37 o 47 mm, y torretas de acero armadas con un par de ametralladoras y un cañón antitanque de 25 mm, aunque Alemania tenía prohibido producir tanques. La construcción se basó en parte en la experiencia de los Aliados con la Línea Hindenburg, que fue abierta con el apoyo de los tanques durante la Batalla de Cambrai y la del  Canal de San Quintín, aunque el mando alemán quedó más impresionado por la sorpresa lograda por las tropas canadienses en la Batalla del Canal del Norte. Esto llegó a influir en su planificación en 1940.
Las defensas de la línea Maginot -de hasta 25 km (15,5 mi) de profundidad desde las posiciones de vanguardia hasta la línea de retaguardia- tenían como objetivo impedir un ataque por sorpresa y retrasar cualquier ataque mientras se movilizaba el Ejército francés. Con la relativa inferioridad numérica entre Francia y Alemania, era un uso más eficaz de la mano de obra. Dentro de la línea, los obstáculos antitanques pasivos estaban apoyados por búnkeres antiinfantería y antitanques. Después de que Bélgica se declarara neutral en 1936, Francia comenzó a trabajar en la ampliación de la línea a lo largo de la frontera belga.
La mejora de la artillería se consideró la solución más rápida para la defensa antitanque, y uno de los primeros diseños de cañones antitanque de la posguerra fue el modelo 25 mm Hotchkiss de Francia. Estaba destinado a sustituir a un arma cañón de infantería Atelier de Puteaux 37 mm diseñada en 1916 para destruir posiciones de ametralladoras. Rheinmetall comenzó a diseñar un cañón antitanque de 37 mm en 1924 y los primeros cañones se produjeron en 1928 con el nombre de Pak L/45 de 3,7 cm, adoptado posteriormente en el servicio de la Wehrmacht como 3,7 cm PaK 36. Hizo su aparición durante la Guerra civil española, al igual que el Bofors 37 mm desarrollado en Suecia, y utilizado por muchos combatientes de principios de la Segunda Guerra Mundial. El ejército británico aceptó para el servicio el cañón QF de 2 libras (40 mm), que fue desarrollado como cañón de tanque. El Ejército Rojo soviético después de la Guerra Civil Rusa también comenzó a buscar un cañón antitanque con un cañón de tanque francés Hotchkiss 37 mm L.33, pero pronto lo mejoró a un L.45 Modelo 1935 de mayor velocidad, al tiempo que hizo una copia autorizada del Pak 36 de 3,7 cm alemán. Sin embargo, el Ejército Rojo recibió casi inmediatamente una lección sobre la guerra antitanque cuando un batallón de tanques enviado a ayudar a los republicanos españoles en la Guerra civil española fue destruido casi por completo en un enfrentamiento.

## Segunda Guerra Mundial
Dos aspectos del inicio de la Segunda Guerra Mundial contribuyeron a retrasar el desarrollo de la guerra antitanque: la resignación y la sorpresa. Tras el ataque a Polonia, sus aliados en Occidente se resignaron a su derrota ante una Wehrmacht numéricamente superior. La poca información que se sacó a la luz sobre el desarrollo de los combates durante esa campaña no sirvió para convencer ni a Francia, ni a Gran Bretaña, ni a la URSS de la necesidad de mejorar la tecnología y las tácticas antitanques. La confianza en la Línea Maginot y la posterior sorpresa de la ofensiva alemana no dejaron tiempo para desarrollar las capacidades y tácticas existentes en el Oeste. Los británicos estaban preparando las líneas de parada y las Islas antitanques para frenar el avance del enemigo y restringir la ruta de un ataque. Sin embargo, el Ejército Rojo tuvo la suerte de contar con varios diseños excelentes para la guerra antitanque que, o bien se encontraban en las etapas finales de desarrollo para su producción, o bien habían sido rechazados anteriormente por ser innecesarios y ahora podían apresurarse a producirlos. La relativa facilidad con la que los modelos más antiguos de la flota de tanques del Ejército Rojo fueron destruidos por las armas antitanque alemanas, utilizando tácticas ya vistas en España, centró de una vez por todas la atención del Stavka en la guerra antitanque, ya que los ejércitos soviéticos fueron rodeados repetidamente por maniobras estratégicas de pinza dirigidas por los panzer. De las principales armas icónicas soviéticas de la Segunda Guerra Mundial, dos fueron fabricadas exclusivamente para la guerra antitanque, el T-34 y el Ilyushin Il-2 Shturmovik. El primero fue uno de los tanques más fabricados de la historia, y el segundo, apodado a su vez "tanque volador", fue uno de los aviones más fabricados. La guerra también vio la creación y el abandono casi inmediato del destructor de tanques autopropulsado, que sería sustituido tras la guerra por el misil guiado antitanque.

### Aerodrómos y zonas abiertas

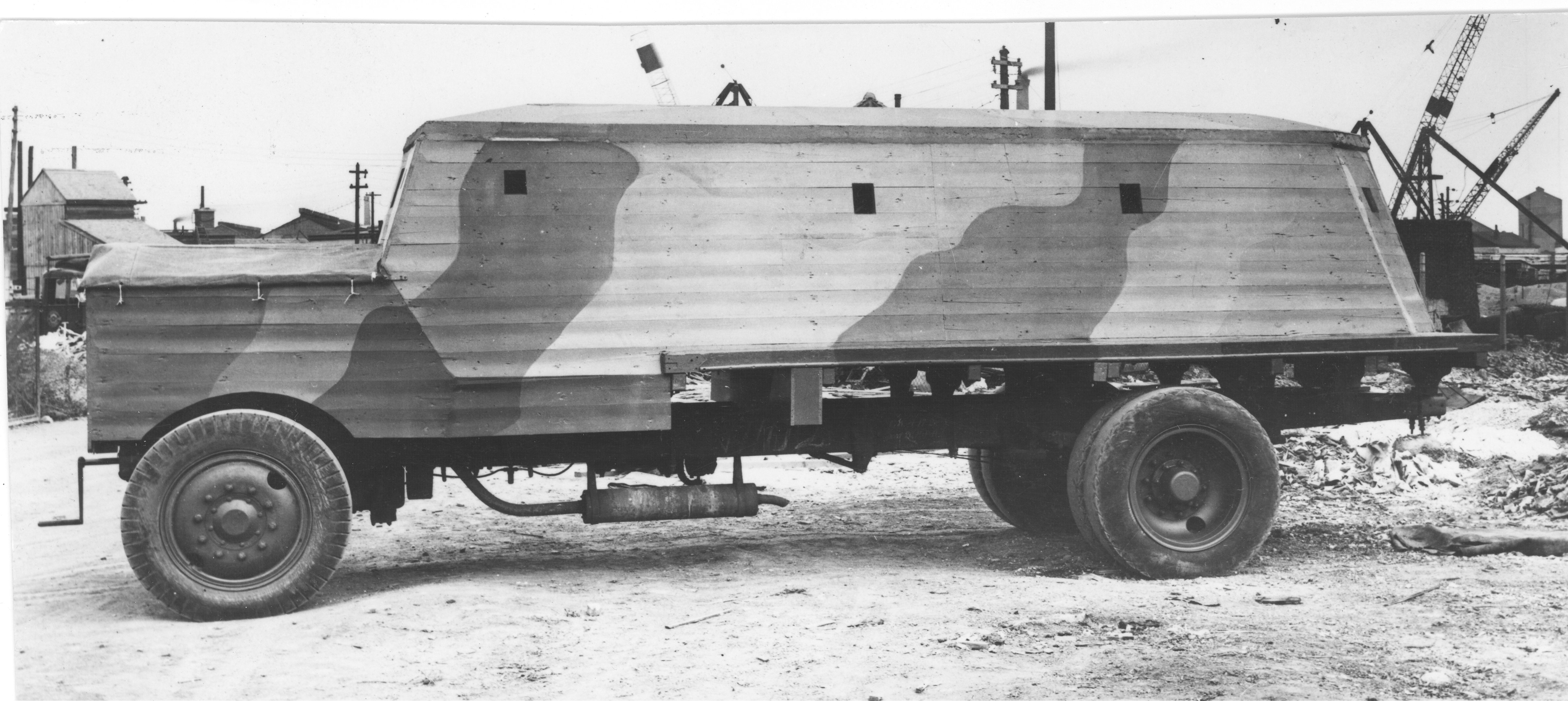
Bison: Camión blindado con croncreto.

Las zonas abiertas se consideraban vulnerables a la invasión desde el aire: un aterrizaje de paracaidistas, tropas a bordo de planeadores o aviones con motor que pudieran aterrizar y volver a despegar. Las zonas abiertas con una longitud recta de 500 yardas (457,2 m) o más en un radio de cinco millas (8 km) de la costa o de un aeródromo se consideraban vulnerables. Estas estaban bloqueadas por trincheras o, más habitualmente, por obstáculos de madera u hormigón, así como por coches viejos.
Asegurar una pista de aterrizaje sería un objetivo importante para el invasor. Los aeródromos, considerados extremadamente vulnerables, se protegían con trincheras y fortines que se orientaban hacia el interior de la pista, en lugar de hacia el exterior. Muchas de estas fortificaciones fueron especificadas por el  Ministerio del Aire y los diseños defensivos eran exclusivos de los aeródromos espaciados en el campo de operaciones, que no debían enfrentarse a las armas pesadas, por lo que el grado de protección era menor y se ponía más énfasis en la visibilidad panorámica y los campos de tiro amplios. Era difícil defender grandes áreas abiertas sin crear impedimentos al movimiento de los aviones amigos. Las soluciones a este problema incluían el Fuerte Pickett-Hamilton, un fortín ligero que podía bajarse al nivel del suelo cuando el aeródromo estaba en uso.